# MARTINI II
『MARTINI II』（マティーニ・ツー）は、鈴木雅之2枚目のベスト・アルバム。1995年10月23日発売。発売元はEpic/Sony Records（現・エピックレコードジャパン）。

## 概要
- 本作は『MARTINI』以降に発売されたバラードシングルを中心に収録。既発楽曲のリメイクや新曲など、本作でしか聴くことの出来ない楽曲も含まれる。
- 鈴木にとっては1992年の『FAIR AFFAIR』以来2作目となるオリコンでの1位を獲得するとともに、初のミリオンセラー作品となった。
- CD初回プレスは三方背BOX仕様。

## 収録曲
1. 別れの街 [1995 a cappella version]
  - 作詞・作曲・編曲：小田和正
  - 本作のための新録
  - 8thシングル、アルバム『Dear Tears』収録曲
2. 恋人
  - 作詞：西尾佐栄子、作曲：松尾清憲、編曲：松本晃彦
  - 16thシングル、アルバム『Perfume』収録曲
3. もう涙はいらない
  - 作詞：西尾佐栄子、作曲・編曲：中崎英也
  - 15thシングル、アルバム『FAIR AFFAIR』収録曲
4. さよならいとしのBaby Blues
  - 作詞・作曲：安藤秀樹、編曲：有賀啓雄
  - アルバム『FAIR AFFAIR』収録曲
5. 違う、そうじゃない
  - 作詞：朝水彼方、作曲・編曲：中崎英也
  - 18thシングル、アルバム『She・See・Sea』収録曲
6. アダムな夜
  - 作詞：阿木燿子、作曲：宇崎竜童、編曲：松本晃彦
  - 20thシングル、アルバム初収録
7. MIDNIGHT TRAVELER
  - 作詞：大下きつま、作曲：大沢誉志幸、編曲：有賀啓雄
  - 17thシングル、アルバム『Perfume』収録曲
8. Liberty
  - 作詞：MINNIE SHADY / AKI、作曲・編曲：吉田美奈子
  - 3rdシングル、アルバム『mood』収録曲
9. Come on in
  - 作詞・作曲：Issac Hayes / David Porter、編曲：大村雅朗/Ian Kewley
  - 14thシングル、ポール・ヤングとのデュエット
10. 渋谷で5時
  - 作詞：朝水彼方、作曲：鈴木雅之、編曲：有賀啓雄
  - 18thシングル、アルバム『Perfume』収録曲：菊池桃子とのデュエット
11. 愛の掟
  - 作詞：大下きつま、作曲：安雲公亮、編曲：松本晃彦
  - 本作のための新曲
12. ガラス越しに消えた夏1995
  - 作詞：松本一起、作曲：大沢誉志幸、編曲：有賀啓雄
  - 本作のための新録音
  - 1stシングル、アルバム『mother of pearl』から
13. 夢のまた夢 [1995 Remix Version]
  - 作詞・作曲・編曲：小田和正
  - 本作のためのリミックス
  - 19thシングル、アルバム『She・See・Sea』から

## 参加ミュージシャン
- Background Vocal：小田和正(1,13)／Martin(1,3,4,5,6,7,8,11,12)／安部恭弘(2,3,6,10,11)／有賀啓雄(4,5,7,10,12)／藤原美穂(5)／吉田美奈子(8)／BY ALL MEANS(8)
- Keyboards：松本晃彦(2,3,6,11)／中崎英也(3,5)／有賀啓雄(4,7,12)／吉田美奈子(8)／Ian Kewley(9)／小田和正(13)
- F.Guitar：是永巧一(2)
- Programming：大竹徹夫(2,5,6)／国友孝純(2)／安井歩(3)／松井隆雄(3)／遠山淳(4)／石川鉄男(7,10)／菅原弘明(8)／森下晃(11)／橋本茂昭(12)／望月英樹(13)
- Chorus Arrangement：安部恭弘(2,3,10,11)
- E.Guitar：中崎英也(3,5)／鈴川真樹(6,11)／佐橋佳幸(7,10,13)／土方隆行(8)／Neil Hubbut(9)
- Saxphone & Solo：竹野昌邦(3)
- E.Guitar & Solo：小倉博和(4)
- Saxphone：山本拓夫(4,10,12)／本田雅人(6)
- Drums：小田原豊(4)／ジミー・コープリー(9)
- E.Bass：有賀啓雄(4,12)／ピノ・パラディーノ(9)
- Organ：中西康晴(4)／松本晃彦(8)
- Percussion：三沢またろう(4)／レイ・クーパー(9)
- Trumpet：荒木敏男(4,10)／下神竜哉(4)／小林正弘(6)／河東伸夫(10)
- Trombone：村田陽一(4,10)／清岡太郎(6)
- Concert Master：金子飛鳥(7)
- Horns：Kick Hornes(9)
- Guitar Solo：大村憲司(11)
- A.Piano：松田真人(12)
- Guitar：斎藤誠(12)